# Ли Ади
Ли Ади (енгл. Lee Addy; Акра, 7. јул 1990) је гански фудбалер, који игра на позицији одбрамбеног играча.

## Клупска каријера
На почетку каријере је наступао у родној Гани за екипе Нанија и Бекем Челси. Добио је награду за најбољег одбрамбеног играча Премијер лиге Гане у 2008. години.
Дана 26. августа 2010. године је потписао трогодишњи уговор са Црвеном звездом. Дебитовао је за „црвено-беле” 18. септембра 2010. на утакмици са Јавором, у којој је његова екипа славила са 1:0. У Црвеној звезди је провео годину и по дана, одигравши притом 37 утакмица у свим такмичењима.
У јануару 2012. потписује уговор са кинеским суперлигашем Далијеном. У фебруару 2013. одлази на једногодишњу позајмицу у Динамо из Загреба. У децембру 2013, Динамо је одлучио да га откупи и Ади је потписао четворогодишњи уговор са клубом. У јануару 2015. је прослеђен на позајмицу у загребачку Локомотиву, а у јулу исте године је раскинуо уговор са Динамом. У завршници летњег прелазног рока, 31. августа 2015, потписује једногодишњи уговор са београдским Чукаричким. Забележио је осам наступа за Чукарички током првог дела такмичарске 2015/16. у Суперлиги Србије. У децембру 2015. је напустио клуб.
Током септембра 2016. је био на пробу у јужноафричком Кајзер Чифсу, али није успео да потпише уговор. У јануару 2017. проналази нови ангажман и потписује за екипу Лусака Динамос из Замбије. У августу 2019. потписује за екипу Фри Стејт Старс из Јужне Африке, да би у децембру исте године раскинуо уговор са овим клубом.

## Репрезентација
За сениорску репрезентацију Гане је дебитовао 1. октобра 2009, када их је са клупе предводио Милован Рајевац, на пријатељској утакмици са Аргентином. Одиграо је четири утакмице на Афричком купу нација 2010, укључујући и финале, које је Гана изгубила од Египта.
Рајевац га је касније уврстио и у састав за Светско првенство 2010. године у Јужној Африци, где је Гана стигла до четвртфинала. Од пет утакмица које је његова репрезентација одиграла на Мундијалу, Ади је наступио на три. У групној фази је играо као стартер против Аустралије, док је као резерва ушао на утакмици са Србијом као и у победи над САД у осмини финала. Због жутих картона је пропустио четвртфинале против Уругваја, које је Гана изгубила на пенале.